# Lebach
Lebach település Németországban, azon belül Saar-vidék tartományban. Lakosainak száma 19 108 fő (2023. december 31.).

## Népesség
A település népességének változása:
| Lakosok száma | 19 845 | 21 583 | 18 977 | 19 006 | 18 694 | 19 095 | 19 108 |
|               | 1975   | 2012   | 2017   | 2019   | 2021   | 2022   | 2023   |